# Агенти справедливості
Агенти справедливості — скриптед-серіаліті, зняте студією «ТелеПро» та телеканалом «Україна». Показ першого сезону розпочався 16 лютого 2016 року. Повторні покази з повним українським дубляжем транслювалися на каналах «Україна», «Індиго TV», «СТБ» та «Твій серіал».
Перші два сезони були російськомовними. Починаючи з 3 сезону, який стартував 16 жовтня 2017 року, проєкт почали знімати українською і наступні сезони вже були україномовними.
25 квітня 2018 року 17-та церемонія вручення нагород премії «Телетріумф» Номінація: «Найкращий серіал» — «Агенти справедливості».

## Синопсис
«Агенти справедливості» — це детективні історії про незалежні журналістські розслідування реальних злочинів. Головними героями проєкту стануть журналіст Вадим Зорін і приватний детектив Наталя Дзюбенко.
У кожній серії детективу представлено одну історію. До популярного журналіста Вадима Зоріна та створеного ним бюро журналістських розслідувань часто звертаються звичайні люди, яким потрібна допомога професіоналів у розкритті того чи іншого злочину. Разом з приватним детективом Наталією Дзюбенко відомий журналіст розслідує найбільш заплутані злочини, відновить справедливість і розгадає найскладніші загадки.
Вадим і Наталя залучатимуть до проведення слідства досвідчених експертів: психолога, криміналіста, юриста, судмедексперта, фізіогноміста і балістика. У кожному випуску «Агентів справедливості» глядачі побачать реконструкції всіх версій злочину, а також безліч слідчих експериментів.

## У ролях
Головні герої:
- Вадим Зорін (Олексій Зорін): Журналіст. Пише резонансні статті про кримінальні злочини. Вміє уміло використати особисту харизму та красномовство задля досягнення цілі.
- Наталя Дзюбенко (Лариса Пономаренко): Приватний детектив. Колишня слідча української прокуратури, яка була розчарована корумпованою системою і звільнилася. Довіряє логіці та знанням і неймовірно уважна до найменших деталей. Завжди впевнена в своїй правоті та до кінця відстоює власну точку зору до кінця, рідко йдучи на компроміси.

## У другорядних ролях
- Сергій Кисіль — Судмедексперт  Олександр Різник
- Любава Берло
- Денис Гранчак
- Євген Капорін
- Заза Чантурія
- Геннадій Світіч
- Ганна Самініна
- Олександр Гуменний

Епізодичні ролі:
- Богдан Бенюк[5]

## Відгуки кінокритиків
Перший сезон проекту отримав негативні відгуки від кінокритиків.

## Епізоди
Прем'єра першого сезону відбулась на телеканалі «Україна» 16 лютого 2016 року (40 серій), другого сезону — 3 жовтня 2016 року (40 серій), третього сезону — 28 березня 2017 року, четвертого сезону — 28 листопада 2017 року (40 серій), п'ятого — 27 березня 2018 року (40 серій), шостого — 24 вересня 2018 року (40 серій), й сьомого — 25 березня 2019 року (40 серій).
| Сезон | Сезон | Епізоди | Оригінальні покази | Оригінальні покази | Мова       |
| Сезон | Сезон | Епізоди | Прем'єра           | Фінал              | Мова       |
| ----- | ----- | ------- | ------------------ | ------------------ | ---------- |
|       | 1     | 40      | 16 лютого 2016     | 29 квітня 2016     | російська  |
|       | 2     | 40      | 3 жовтня 2016      | 8 листопада 2016   | російська  |
|       | 3     | 40      | 28 березня 2017    | 28 квітня 2017     | українська |
|       | 4     | 40      | 28 листопада 2017  | 30 грудня 2017     | українська |
|       | 5     | 40      | 27 березня 2018    | 27 квітня 2018     | українська |
|       | 6     | 40      | 24 вересня 2018    | 25 жовтня 2018     | українська |
|       | 7     | 40      | 25 березня 2019    | 25 квітня 2019     | українська |
|       | 8     | 40      | 28 жовтня 2019     | 21 листопада 2019  | українська |
|       | 9     | 40      | 2 березня 2020     | 2 квітня 2020      | українська |
|       | 10    | 40      | 19 жовтня 2020     | 25 лютого 2021     | українська |